# Chamrousse
Chamrousse – miejscowość i gmina we Francji, w regionie Owernia-Rodan-Alpy, w departamencie Isère.
Według danych na rok 1990 gminę zamieszkiwały 544 osoby, a gęstość zaludnienia wynosiła 41 osób/km² (wśród 2880 gmin regionu Rodan-Alpy Chamrousse plasuje się na 1105. miejscu pod względem liczby ludności, natomiast pod względem powierzchni na miejscu 890.).
W 1968 roku na tamtejszych trasach narciarskich rozgrywano konkurencje narciarstwa alpejskiego w ramach X Zimowych Igrzysk Olimpijskich, odbywających się w pobliskim Grenoble.